# Оранж Велодром
«Ора́нж Велодро́м» (фр. Orange Vélodrome) — стадион в Марселе. Домашний стадион французского футбольного клуба «Олимпик Марсель», помимо этого использовался для проведения игр чемпионатов мира 1938 и 1998 годов, чемпионатов Европы 1960, 1984 и 2016 года. Самый большой из клубных футбольных стадионов Франции.
Своим названием ныне исключительно футбольный стадион (кроме футбола на арене «Велодрома» в последние годы проводились только несколько матчей французской регбийной сборной, а также концерты музыкальных исполнителей) обязан тем, что изначально был предназначен не только (и возможно, не столько) для футбола, но также для проведения велосипедных состязаний. Велосипедные дорожки были заменены трибунами только в середине 80-х годов.

## История

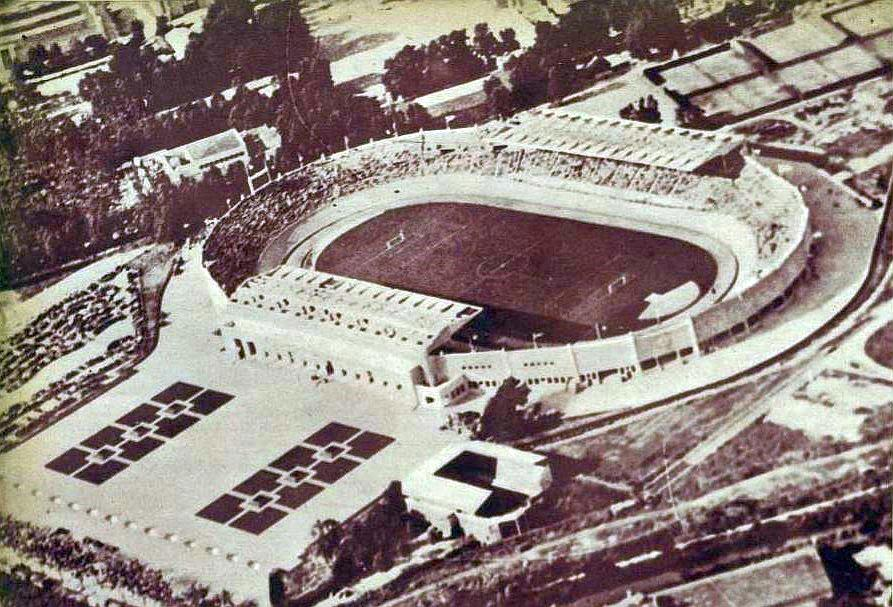
Велодром в 1937 году.

Строительство стадиона началось в 1933. Скоро, однако, строительство было заморожено, поскольку стало ясно, что начальный проект финансово нереализуем. Перспектива проведения на «Велодроме» матчей футбольного чемпионата мира-38 помогла возобновить строительство в апреле 1935 года, и через 26 месяцев строительство гигантской арены было закончено.
Открытие стадиона состоялось 13 июня 1937 года. На церемонии присутствовало 30 000 зрителей. Церемония включала в себя велосипедные гонки, состязания бегунов, а завершилось товарищеским матчем Олимпик Марсель — Торино, в котором победу одержали хозяева новой арены со счетом 2:1.
В 1938 году на «Велодроме» прошло два матча чемпионата мира, в том числе драматичный полуфинал Италия — Бразилия
Вторая мировая война прервала все спортивные соревнования, и стадион использовался как место парковки сначала французской, затем немецкой, и наконец американской военной техники. Однако и во время войны стадион несколько раз становился местом проведения футбольных матчей, в частности в 1942, когда команда, представлявшая Францию Виши, проиграла сборной Швейцарии в присутствии 39 000 зрителей.
В 1984 году стадион принял несколько матчей чемпионата Европы, проходившего во Франции. К чемпионату стадион был обновлен, уложено новое поле. Со стадиона были окончательно убраны велосипедные дорожки, что увеличило официальную вместимость до 40 000. Однако во время знаменитого полуфинала Франция — Португалия, несмотря на официальные цифры, стадион сумел вместить 58 848 зрителей, в итоге увидевших победный гол Мишеля Платини на 119 минуте.
Перед чемпионатом мира 1998 года стадион вновь подвергся серьёзному ремонту. Стадион был серьёзно расширен, несколько трибун полностью перестроено. После перестройки вместимость стадиона увеличилась до 60 000.
21 июня 2010 года в городской ратуше представлен проект по реконструкции стадиона «Велодром» с целью проведения Евро-2016. Стоимость проекта на общую сумму 267 млн евро. Основная цель реконструкции — создать футбольный стадион, отвечающий требованиям УЕФА для «пятизвездочной» классификации(4-й, наивысшей категории с 2010 года). Центральным элементом реконструкции будет являться кровельное покрытие стадиона — 5500 тонн металлической структуры (что эквивалентно 80 % от Эйфелевой башни). Кроме того, вместимость стадиона увеличена, достигнув 67 394 места (против 60 000 ранее).
Кроме того, проект включает в себя строительство 3-х и 4-х звездочного гостиничного комплекса, торгового центра, спортивной клиники, жилья, офисов и реструктуризации стадиона Пьер-Делорт, расположенного на краю стадиона, вместимостью на 5 000 мест. Проект был принят в городском совете 12 июля 2010 года.

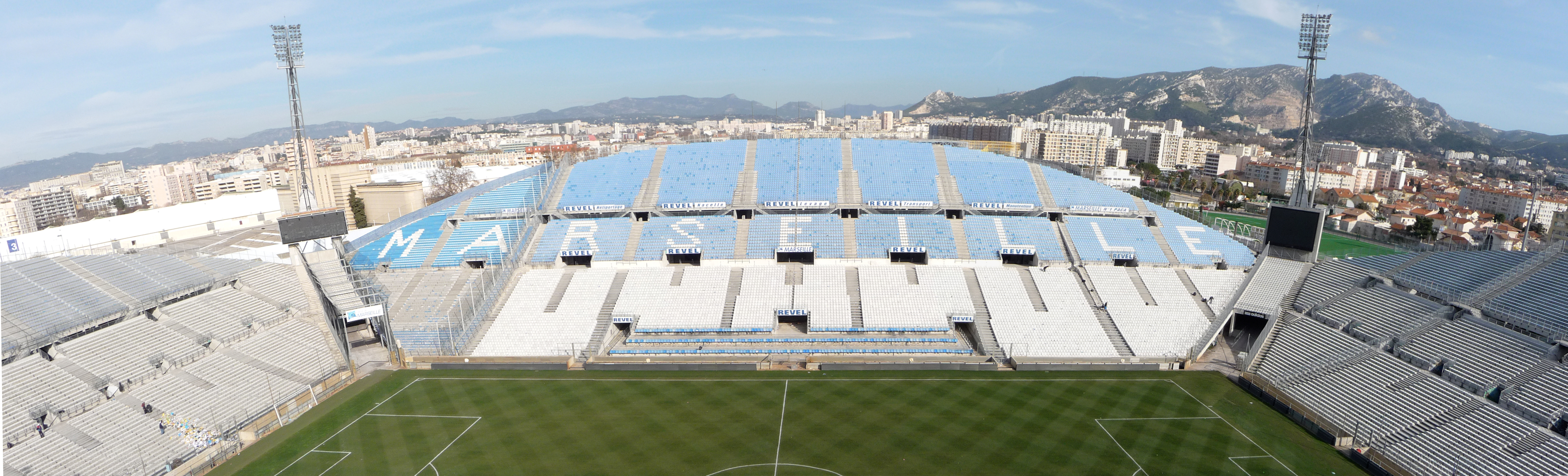
Велодром в конфигурации 1998—2011.

Работы по реконструкции велись с марта 2011 года до лета 2014 года. Во время реконструкции футбольный клуб «Олимпик» (Марсель) продолжал играть на своей арене.
Во время чемпионата Европы по футболу 2016 на «Велодроме» было проведено 7 матчей — 4 матча группового турнира (Англия—Россия, Франция—Албания, Украина—Польша и Исландия—Венгрия), и по одному матчу 1/8, 1/4 и 1/2 финала.
В настоящее время имеются проекты по увеличению вместимости трибун «Велодром» до 80 000 мест.

## «Велодром» и Олимпик
Уже долгое время «Велодром» служит домашней ареной одного из ведущих клубов Франции — марсельского «Олимпика». Однако взаимоотношения стадиона и клуба вовсе не всегда были безоблачными.
«Велодром» был построен на деньги муниципалитета Марселя и до сих пор является его собственностью. Поэтому долгое время владельцы и болельщики «Олимпика» были настроены враждебно по отношению к «Велодрому»; положение осложнялось тем, что у «Олимпика» был свой стадион «Айвен» (фр. Stade de Huveaune). Этот стадион болельщики «Олимпика» безоговорочно считали «своим», потому что он принадлежал «Олимпику», и его трибуны строились в начале 20-х на деньги болельщиков. Однако война положила конец этому конфликту, тем более что «Олимпик» перестал быть собственником «Айвен».
Однако в конце 60-х конфликт вспыхнул с новой силой — причиной стали разногласия тогдашнего руководства клуба и муниципалитета города. В результате президент Леклерк принял решение вновь проводить домашние матчи клуба на «Айвене». Только после того, как муниципалитет согласился уделять больше внимания нуждам «Олимпика», клуб вновь вернулся на «Велодром».

## Параметры стадиона
- Вместимость — 67 000 (до второй половины 2014 года — 60 031, 1937 год — 30 000, 1971 — 36 000, 1984 — 40 000).
- Размер поля — 105 x 68 метров.
- Освещение — 1430 люкс.
- Средняя посещаемость — 51 600 зрителей (сезон 2003/2004)

Официально рекордная посещаемость на «Велодроме» была зафиксирована 8 апреля 1998 года на игре чемпионата Франции против «Пари Сен-Жермен» и составила 57 603 зрителя.

## Местоположение
Стадион расположен в южной части Марселя, приблизительно в 3,5 км от центра города. Почтовый адрес: 25 rue Négresko 13267 MARSEILLE Cedex

## Трибуны
| 1. Tribune Jean Bouin | 12 000 мест             | 9. VIP Public Hall             |
| 2. Virage Sud         | 14 000 мест             | 10.Mats d’eclairage            |
| 3. Tribune Ganay      | 20 000 мест             | 11.Locaux Spectacles           |
| 4. Virage Nord        | 14 000 мест             | 12.Changing Rooms              |
| 5. Handicapped Places | 258 мест                | 13.Organization Offices        |
| 6. Balcony            | 1 800 мест (журналисты) | 14.TV Studio, Press Conference |
| 7. Executive Boxes    |                         | 15.Panneaux d’affichages       |
| 8. Official Saloon    |                         |                                |

Трибуны «Велодрома» названы в честь известных граждан Марселя: «Jean Bouin» — в честь атлета Жана Буа, убитого на фронте в сентябре 1914 года. «Victor Ganay» — в честь велосипедиста, умершего во время гонки на парижском стадионе Парк-де-Пренс в 1926. Северную трибуну также называют «Ray Grassi» — по имени боксера, а Южная увековечила память шевалье Николя Розе, спасшего много людских жизней во время эпидемии 1720 года.